# Anne-Frank-Schule
Nach Angaben des Anne-Frank-Hauses gibt es weltweit derzeit (Stand März 2017) 266 Schulen, die nach dem von den Nationalsozialisten ermordeten Mädchen Anne Frank (1929–1945) benannt sind. Ein Großteil davon befindet sich in Deutschland (96), Frankreich (89), Italien (43) und den Niederlanden (17).

## Liste der nach Anne Frank benannten Schulen in Deutschland
| Schulname                                     | Ort                  | Schulform                                         | Weblink |
| --------------------------------------------- | -------------------- | ------------------------------------------------- | ------- |
| Anne-Frank-Gymnasium Aachen                   | Aachen               | Gymnasium                                         |         |
| Anne-Frank-Realschule Ahaus                   | Ahaus                | Realschule                                        |         |
| Anne-Frank-Schule Alhausen                    | Bad Driburg          | Förderschule                                      |         |
| Anne-Frank-Schule Bargteheide                 | Bargteheide          | Gemeinschaftsschule                               |         |
| Anne-Frank-Oberschule Bergen                  | Bergen               | Oberschule                                        |         |
| Anne-Frank-Grundschule Berlin                 | Berlin               | Grundschule                                       |         |
| Anne-Frank-Schule Berlin                      | Berlin               | Gymnasium                                         |         |
| Anne-Frank-Realschule Bochum                  | Bochum               | Realschule                                        |         |
| Anne-Frank-Schule Coesfeld                    | Coesfeld             | Hauptschule                                       |         |
| Anne-Frank-Schule Dieburg                     | Dieburg              | Förderschule                                      |         |
| Anne-Frank-Gesamtschule Dortmund              | Dortmund             | Gesamtschule                                      |         |
| Anne-Frank-Gesamtschule Duisburg              | Duisburg             | Gesamtschule                                      |         |
| Anne-Frank-Gesamtschule                       | Düren                | Gesamtschule                                      |         |
| Anne-Frank-Realschule                         | Düsseldorf           | Realschule                                        |         |
| Anne-Frank-Schule Dußlingen                   | Dußlingen            | Grund- und Werkrealschule                         |         |
| Anne-Frank-Schule Elmshorn                    | Elmshorn             | Gemeinschaftsschule                               |         |
| Anne-Frank-Schulverbund                       | Engen                | Schulverbund                                      |         |
| Anne-Frank-Schule Ennigerloh                  | Ennigerloh           | Sekundarschule                                    | –       |
| Anne-Frank-Gymnasium Erding                   | Erding               | Gymnasium                                         |         |
| Anne-Frank-Schule Eschwege                    | Eschwege             | Integrierte Gesamtschule                          |         |
| Anne-Frank-Realschule Ettlingen               | Ettlingen            | Realschule                                        |         |
| Anne-Frank-Schule Fellbach-Schmiden           | Fellbach             | Grundschule                                       |         |
| Anne-Frank-Schule Frankfurt                   | Frankfurt am Main    | Realschule                                        |         |
| Anne-Frank-Schule Freiburg                    | Freiburg im Breisgau | Grundschule                                       |         |
| Anne-Frank-Schule Fritzlar                    | Fritzlar             | Haupt- und Realschule                             |         |
| Anne-Frank-Schule Furtwangen                  | Furtwangen           | Grundschule                                       |         |
| Anne-Frank-Schule Gersfeld                    | Gersfeld             | Förderschule                                      |         |
| Anne-Frank-Realschule Gladbeck                | Gladbeck             | Realschule                                        |         |
| Anne-Frank-Realschule Greven                  | Greven               | Realschule                                        |         |
| Anne-Frank-Hauptschule Gronau                 | Gronau               | Hauptschule                                       |         |
| Anne-Frank-Schule Groß Warnau                 | Kärstädt             | Grundschule                                       |         |
| Anne-Frank-Schule Güstrow                     | Güstrow              | Schule mit Förderschwerpunkt geistige Entwicklung |         |
| Anne-Frank-Schule Gütersloh                   | Gütersloh            | Gesamtschule                                      |         |
| Grundschule Anne Frank                        | Halberstadt          | Grundschule                                       |         |
| Anne-Frank-Gymnasium Halver                   | Halver               | Gymnasium                                         |         |
| Anne-Frank-Schule Hamburg                     | Hamburg              | Förderschule                                      |         |
| Anne-Frank-Schule Hamm                        | Hamm                 | Hauptschule                                       |         |
| Anne-Frank-Schule Hanau                       | Hanau                | Grundschule                                       |         |
| Anne-Frank-Schule Hannover                    | Hannover             | Hauptschule                                       |         |
| Anne-Frank-Gesamtschule Havixbeck-Billerbeck  | Havixbeck/Billerbeck | Gesamtschule                                      |         |
| Anne-Frank-Schule Hildesheim                  | Hildesheim           | Förderschule                                      |         |
| Anne-Frank-Schule Homberg                     | Homberg/Efze         | Förderschule                                      |         |
| Anne-Frank-Realschule Ibbenbüren              | Ibbenbüren           | Realschule                                        |         |
| Anne-Frank-Schule Karlsruhe                   | Karlsruhe            | Gemeinschaftsschule                               |         |
| Anne-Frank-Schule Kelkheim                    | Kelkheim             | Förderschule                                      |         |
| Anne-Frank-Schule Köln                        | Köln                 | Grundschule                                       |         |
| Anne-Frank-Realschule Laichingen              | Laichingen           | Realschule                                        |         |
| Anne-Frank-Schule Linden                      | Linden (Hessen)      | Gesamtschule                                      |         |
| Anne-Frank-Realschule-Plus                    | Ludwigshafen         | Realschule                                        |         |
| Anne-Frank-Schule                             | Lüneburg             | Grundschule                                       |         |
| Anne-Frank-Schule                             | Magdeburg            | Förderschule für Sprachentwicklung                |         |
| Anne-Frank-Realschule Mainz                   | Mainz                | Realschule                                        |         |
| Anne-Frank-Realschule Marbach                 | Marbach am Neckar    | Realschule                                        |         |
| Anne-Frank-Schule                             | Meiningen            | Förderschule für Sprachentwicklung                |         |
| Anne-Frank-Schule Meppen                      | Meppen               | Oberschule                                        |         |
| Anne-Frank-Gesamtschule                       | Moers                | Gesamtschule                                      |         |
| Anne-Frank-Schule Molbergen                   | Molbergen            | Haupt- und Realschule                             |         |
| Anne-Frank-Schule Mönchengladbach             | Mönchengladbach      | Förderschule                                      |         |
| Anne-Frank-Realschule Montabaur               | Montabaur            | Realschule                                        |         |
| Anne-Frank-Realschule München                 | München              | Realschule                                        |         |
| Anne-Frank-Berufskolleg                       | Münster              | Berufskolleg                                      |         |
| Anne-Frank-Schule Nordhorn                    | Nordhorn             | Förderschulen                                     |         |
| Anne-Frank-Realschule                         | Oberhausen           | Realschule                                        |         |
| Anne-Frank-Schule Offenbach                   | Offenbach am Main    | Grundschule                                       |         |
| Anne-Frank-Schule Offenburg                   | Offenburg            | Grundschule                                       |         |
| Anne-Frank-Schule Osnabrück                   | Osnabrück            | Förderschule                                      |         |
| Anne-Frank-Schule Osterburg                   | Osterburg            | Förderschule                                      |         |
| BSZ „Anne Frank“                              | Plauen               | Berufsschule                                      |         |
| Anne-Frank-Schule Pocking                     | Pocking              | Förderschule                                      |         |
| Anne-Frank-Schule Rastatt                     | Rastatt              | Berufliche Schule                                 |         |
| Anne-Frank-Schule Ratingen                    | Ratingen             | Grundschule                                       |         |
| Anne-Frank-Schule Raunheim                    | Raunheim             | Integrierte Gesamtschule                          |         |
| Anne-Frank-Schule                             | Recklinghausen       | Grundschule                                       |         |
| Anne-Frank-Gymnasium Rheinau                  | Rheinau              | Gymnasium                                         |         |
| Anne-Frank-Schule Hochkirchen / Rondorf       | Rondorf              | Grundschule                                       |         |
| Anne-Frank-Schule Saarlouis                   | Saarlouis            | Förderschule                                      |         |
| Anne-Frank-Schule Seelze                      | Seelze               | Förderschule                                      |         |
| Anne-Frank-Oberschule Strausberg              | Strausberg           | Oberschule                                        |         |
| Anne-Frank-Gemeinschaftsschule und Realschule | Stuttgart            | Gemeinschaftsschule / Realschule                  |         |
| Regionale Schule Anne Frank                   | Tessin               | Haupt- und Realschule                             |         |
| Anne-Frank-Grundschule Teltow                 | Teltow               | Grundschule                                       |         |
| Anne-Frank-Schule Themar                      | Themar               | Grund- und Regelschule                            |         |
| Anne-Frank-Gesamtschule                       | Viersen              | Gesamtschule                                      |         |
| Anne-Frank-Schule                             | Waldbronn            | Grund- und Hauptschule                            |         |
| Anne-Frank-Schule                             | Wendlingen           | Förderschule                                      |         |
| Anne-Frank-Gymnasium Werne                    | Werne                | Gymnasium                                         |         |
| Anne-Frank-Schule Wipperfürth                 | Wipperfürth          | Förderschule                                      |         |
| Anne-Frank-Schule                             | Zwickau              | Schule mit dem Förderschwerpunkt Sprache          |         |